# Gyrinus rugifer
Gyrinus rugifer är en skalbaggsart som beskrevs av Regimbart. Gyrinus rugifer ingår i släktet Gyrinus och familjen virvelbaggar. Inga underarter finns listade i Catalogue of Life.